# Girolamo Gargiolli
Girolamo Gargiolli (Fivizzano, 24 ottobre 1796 – Firenze, 4 giugno 1869) è stato un letterato e politico italiano.

## Biografia
Nacque a Fivizzano il 24 ottobre 1796 dal nobile Giovanni Battista Gargiolli, discendente da un'antica e nobile famiglia originaria di Luni, e della nobile Maria Antonia Gerini.
Iscritto dapprima al corso di legge a Pisa e passato poi all'ateneo di Siena, si laureò infine a Roma nel 1824.
Nel corso di tali spostamenti, ebbe modo di raccogliere una notevole quantità di documenti, che lo zio Emanuele Gerini utilizzò per le sue Memorie storiche di illustri scrittori e di uomini insigni dell'antica e moderna Lunigiana (2 voll., Massa, Frediani, 1829).
Fu autore di numerose pubblicazioni, e di interessanti applicazioni di statistica.
Il conte Iacopo Graberg da Hemso, così scriveva al Gargiolli: " A lei rimane la gloria di aver dischiusa la carriera, facendo vedere, che un toscano  ha veramente la reale essenza ed il positivo scopo della scienza statistica, senza confonderla né con l'economia politica, né colla pubblica amministrazione".
A Roma nel 1824 fu amico di Gian Domenico Romagnosi, del quale così scriveva a suo zio: "io mi passo le intere giornate presso il più grande politico del secolo, che mi ama e mi onora della sua confidenza. Sono stato dal Monti, dalla Perticari e dagli altri letterati, ma di niuno sono lieto come del primo".  
Ebbe l'amicizia e la considerazione di personalità quali Gino Capponi, Niccolò Tommaseo, Giosuè Carducci, Francesco Domenico Guerrazzi, Giuseppe Giusti, Silvestro Centofanti, Giovanni Dupré, Filippo Pacini. Con Antonio Bicchierai fondò il Calendario lunese, periodico di varia umanità stampato dal 1834 al 1836.
Fu Segretario degli Atti dell'Accademia dei Georgofili., e fece inoltre parte della Accademia Toscana di Scienze e Lettere "La Colombaria" in Firenze.
La carriera politica di Gargiolli ebbe peraltro sviluppi notevoli, culminando nel 1848 con l'assunzione della carica di Consigliere di Stato.
Nel 1868, venne nominato dal Ministro della Pubblica Istruzione socio corrispondente della Commissione per la pubblicazione dei testi di lingua.
Morì nell'estate del 1869, e fu sepolto nel cimitero di San Miniato al Monte.

## Opere
- Calendario Lunense per l'anno 1834, Fivizzano, Tip. Bartoli, 1934.
- Saggio del parlare degli artigiani di Firenze, Firenze, Tofani, 1861.
- Secondo saggio del parlare degli artigiani di Firenze, Firenze, Tofani, 1862.
- Dialogo sui colori che si danno alle sete, Firenze, Tip. Galileiana di M. Cellini, 1862.
- L'arte della seta in Firenze, Firenze, G. Barbera, 1868.
- Epigrammi, Lucca, G. Canovetti, 1876.